# Reuben Davis
Reuben Davis (Winchester, 18 gennaio 1813 – Huntsville, 14 ottobre 1890) è stato un politico e avvocato statunitense.
Fu membro del Congresso degli Stati Uniti d'America dal 1857 al 1861, allo scoppio della guerra di secessione divenne maggiore generale dell'esercito confederato per poi sedere al Parlamento Confederato.
Nato a Winchester, Tennessee, era il più giovane dei dodici figli del reverendo John Davis, un ministro battista. Circa cinque anni dopo la nascita di Reuben la famiglia si trasferì nell'Alabama settentrionale. Qui egli trascorse molto tempo con gli Indiani, e frequentò la scuola pubblica per circa tre mesi all'anno.
Nonostante la precoce inclinazione del giovane per il diritto, suo padre, che pensava che «gli avvocati erano completamente dedicati al diavolo già su questa terra» e che «era impossibile per uno di loro di entrare nel Regno dei Cieli», persuase Reuben, allora sedicenne, «a studiare medicina» con suo cognato, il dottore George Higgason, nella Contea di Monroe, Mississippi. Ma una breve esperienza della professione medica fu sufficiente a confermare la preferenza originale di Davis per il diritto.
Studiò legge. Nel 1831 sposò Mary Halbert. Nel 1832 aprì un ufficio legale ad Athens, Contea di Monroe. Ammesso all'Ordine degli Avvocati nel 1834 iniziò a praticare in Aberdeen, Mississippi. Fin dall'inizio il suo successo come avvocato fu notevole. All'età di ventidue anni fu eletto pubblico ministero per il 6º Distretto Giudiziario del Mississippi. A ventisei anni aveva messo da parte 20000 $ dai suoi guadagni.
Sconfitto al 26º Congresso nelle primarie Whig del 1838, nel 1842 fu nominato giudice dell'Alta Corte d'Appello del Mississippi, ma si dimise dopo quattro mesi.
Quando scoppiò la guerra messicana fu nominato Colonnello del 2° Volontari del Mississippi. Questo reparto raggiunse la foce del Rio Grande il giorno della battaglia di Buena Vista; ma Davis, cagionevole di salute, non partecipò ad alcun combattimento e tornò a casa nel giugno dello stesso anno.
Dopo un periodo quale Membro del Parlamento dello Stato (1855-1857) fu eletto al Congresso con i Democratici e vi rimase per due legislature (35º e 36º Congresso) dal 4 marzo 1857 al 12 gennaio 1861, quando si dimise. Egli credeva che la guerra fra Nord e Sud fosse inevitabile e difese la posizione del Sud così tenacemente che i suoi oppositori lo chiamarono «Mangiafuoco».
Dopo le dimissioni dal Congresso federale divenne maggior generale delle truppe del Mississippi e comandò una brigata per un breve periodo; ma fu presto eletto al Congresso Confederato e presenziò a Richmond all'insediamento del presidente Davis.
Prestò servizio nel Parlamento Confederato fino al 1864, quando si dimise a causa della sua incapacità a lavorare in armonia con il presidente Davis. Le sue critiche alla politica di guerra confederata furono la probabile causa della sua sconfitta da parte del generale Charles Clark per il Governatorato del Mississippi nel 1863.
Prestò inoltre servizio nell'Esercito confederato con il grado di brigadier generale.
Alla fine della guerra riprese la pratica legale. Durante il periodo della Ricostruzione appartenne al gruppo che credeva nel controllo dei negri con la minaccia della forza. Candidato del partito Greenback al quarantaseiesimo Congresso nel 1878, fu sconfitto. Durante la maggior parte dei suoi ultimi venticinque anni di vita dedicò le sue energie alla pratica del diritto penale. Difese più di 200 accusati di omicidio, nessuno dei quali finì in prigione.
Il suo principale lavoro letterario è il libro Recollections of Mississippi and Mississippians ("Ricordi del Mississippi e dei suoi abitanti"), pubblicato nel 1889.
Morì ad Huntsville, Alabama, ed è sepolto nel Cimitero di Odd Fellows, ad Aberdeen, Contea di Monroe, Mississippi.

## Opere
- Davis, Reuben. Recollections of Mississippi and Mississippians. Rev. ed. Hattiesburg: University and College Press of Mississippi, 1972.